# 1660 en arts plastiques
| Années des arts plastiques : 1657 - 1658 - 1659 - 1660 - 1661 - 1662 - 1663    |
| Décennies des arts plastiques : 1630 - 1640 - 1650 - 1660 - 1670 - 1680 - 1690 |

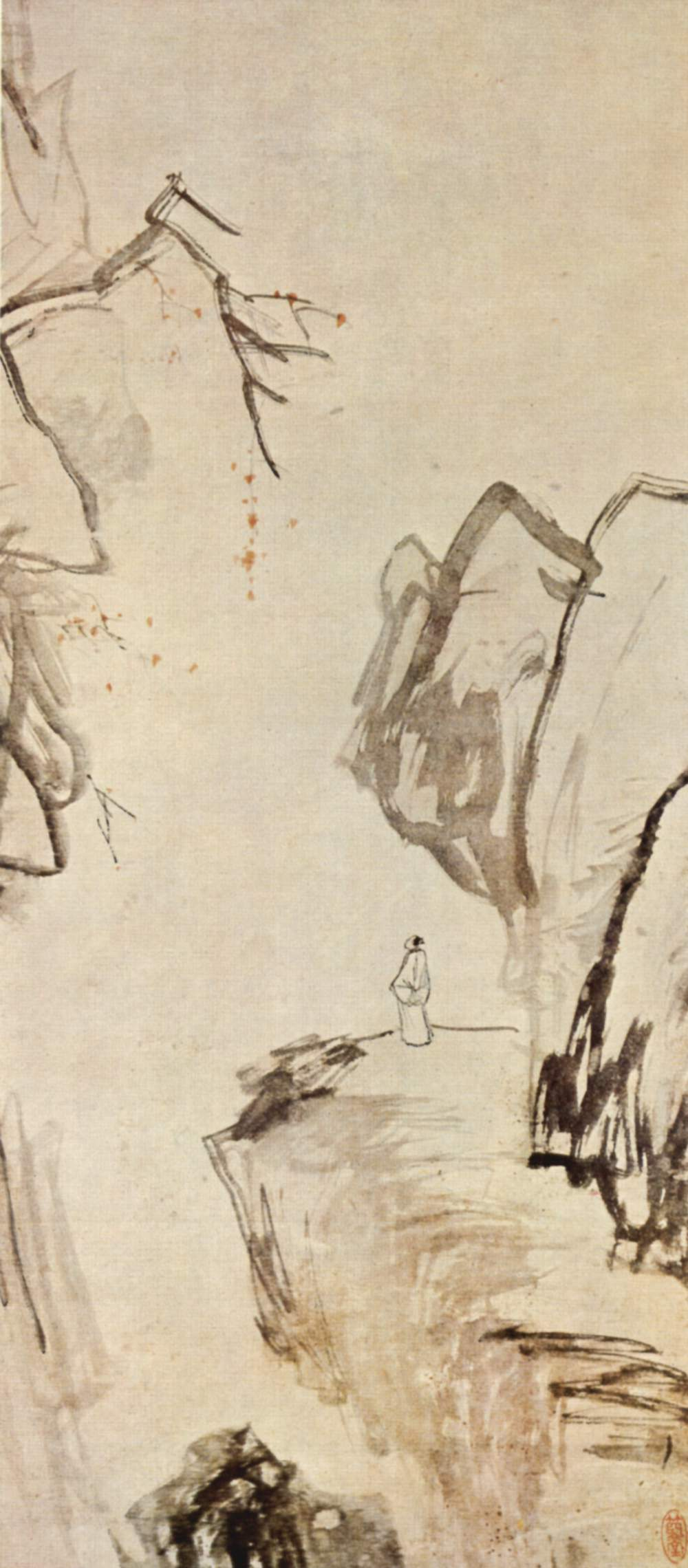
Vue sur un érable rougi au-dessus d'un lointain ravin, encre de chine sur papier, de Chang Feng.

Cette page concerne l'année 1660 en arts plastiques.

## Œuvres
- Autoportrait au chevalet et à l'appuie-main de peintre, tableau de Rembrandt (Musée du Louvre, à Paris),
- 1660-1664 : Nicolas Poussin peint les Quatre Saisons (musée du Louvre, à Paris),
- Vue de Delft, tableau de Vermeer (musée Mauritshuis, à La Haye).

## Naissances
- 27 janvier : Felice Cignani, peintre baroque italien († 12 janvier 1724),
- 28 mars : Arnold Houbraken, peintre et biographe néerlandais († 14 octobre 1719),
- 24 avril : Cornelis Dusart, peintre, dessinateur et graveur néerlandais († 1er octobre 1704),
- 3 mai : Pierre de Saint-Yves, peintre français († 4 novembre 1730),
- 17 juin : Jan van Mieris, peintre néerlandais († 17 mars 1690),
- 2 septembre : Louis Chéron, peintre, illustrateur, graveur et professeur d’art français naturalisé britannique († 26 mai 1725),
- ? :
  - Antonio Amorosi, peintre italien du baroque tardif (rococo) († 5 octobre 1738),
  - Chen Shu, peintre chinoise († 1736),
  - Francesco Civalli, peintre italien († 7 janvier 1703),
  - Giovanni Maria delle Piane, peintre baroque italien de l'école génoise († 28 juin 1745),
  - Gao Qipei, peintre de portraits, animaux, paysages et dessinateur chinois († 1734),
  - Antonio Puglieschi, peintre italien  († 1732),
  - Giovanni Camillo Sagrestani, peintre baroque italien de l'école florentine († 1731).

## Décès
- 29 janvier : Peter Wtewael, peintre néerlandais (° 5 juin 1596),
- 2 février : Govert Flinck, peintre néerlandais (° 25 janvier 1615),
- 10 février : Judith Leyster, peintre néerlandaise (° 28 juillet 1609),
- 24 juin : Abraham van Merlen, peintre et graveur flamand (° 1579),
- 6 août : Diego Vélasquez, peintre espagnol (° 6 juin 1599),
- 22 septembre : Pieter de Ring, peintre néerlandais (° vers 1615),
- 4 octobre : Francesco Albani, dit l’Albane, peintre italien (° 17 août 1578),
- 20 octobre : Claude Deruet, peintre français (° vers 1588),
- 23 novembre : Adriaen Matham, graveur, marchand d'art, peintre et éditeur néerlandais (° vers 1599),
- 24 novembre : Jan Daemen Cool, peintre néerlandais (° 1589),
- 3 décembre : Jacques Sarrazin, sculpteur français (° vers 1592),
- ? :
  - Filippo d'Angeli, peintre baroque italien (° 1600),
  - Giacomo Cavedone, peintre baroque italien (° 14 avril 1577),
  - Gérard Douffet, peintre liégeois d'histoire et de portrait (° 1594),
  - Mateo Núñez de Sepúlveda, peintre espagnol (° 1611),
- Vers 1660 :
- Giuseppe Caletti, peintre baroque italien (° vers 1600).